# Maria Musso
Maria Musso (Italia, 14 de julio de 1931) fue una atleta italiana especializada en la prueba de 4 × 100 m, en la que consiguió ser medallista de bronce europea en 1954.

## Carrera deportiva
En el Campeonato Europeo de Atletismo de 1954 ganó la medalla de bronce en los relevos de 4x100 metros, llegando a meta en un tiempo de 46.6 segundos, tras la Unión Soviética (oro con 45.8 s que fue récord de los campeonatos) y Alemania del Oeste (plata con 46.3 s).